# Estret de Miyako
L'estret de Miyako és l'espai marítim entre les illes Ryukyu de Miyako i Okinawa, objecte d'una disputa política entre la República Popular de la Xina —que l'usa com a eixida de les forces aèries a l'oceà Pacífic— i el Japó per la sobirania de les Illes Senkaku o Diayou, encara que el Tribunal Internacional de Justícia considera que la mar de l'estret són aigües internacionals.
L'estret també és la frontera dialectal històrica entre les llengües ryukyuenques del nord i del sud: a més, la substitució lingüística pel japonés que tingué lloc després de l'ocupació estatunidenca fon menys dràstica a Miyako i les illes Yaeyama per la menor immigració i industrialització.

## Cronologia
El 2010, una flota xinesa de destructors, fragates i submarins de la base de Ningbo creuaren l'estret sense previ avís al govern japonés per a fer proves al sud-est de les illes;
el 4 d'octubre de 2012, una altra flota xinesa creuà l'estret sense avisar, contra un suposat acord entre ambdós estats per a informar de qualsevol activitat militar en l'àrea (el mes anterior, Japó havia comprat les illes Diaoyu, una compra qualificada d'«il·legal» pel govern xinés).
Les forces aèries xineses sobrevolaren l'estret per primera volta en maig del 2015; el 2016, després d'una incursió pel canal de Bashi, la Xina tornà a enviar una patrulla aèria de més de quaranta aeronaus «de rutina» a través de l'estret i el Japó envià un caça per a identificar els avions, encara que el ministre de defensa reconegué que no havien envaït l'espai aeri japonés.
Pel març de 2018, la Xina envià bombarders H-6K i caces Su-30 i Su-35 de pràctiques a sobrevolar la mar a través de l'estret;
al maig del mateix any, unes fotos de satèl·lit desvelaren que l'exèrcit xinés usa una base militar prop de Xianpu per a assistir els bombarders PLAAF que sobrevolen la zona.